# Homaranismo
Homaranismo (do esperanto, humanismo, humanitarismo) é a denominação da filosofia humanista de L. L. Zamenhof.
Meses antes de se realizar o 2º Congresso Universal de Esperanto, em Genebra, no ano de 1906, ele publica a brochura, em Esperanto, intitulada Dogmas do Hilelismo (vocábulo que deriva de Hillel, pensador hebreu de vida irrepreensível, que viveu em Jerusalém alguns anos antes do nascimento de Jesus. Deu aos pobres quanto possuía e viveu de acordo com o que pregava), eliminando do projeto os traços judaicos e dedicando-o à Humanidade. Pouco tempo depois, ainda antes do 2º Congresso Universal, Zamenhof apaga-lhe o último traço judaico, que era o próprio nome Hilelismo, dando-lhe o nome Homaranismo (este vocábulo, proveniente da palavra "homo" em Esperanto, e que pode corresponder a "humanitarismo", significa que a humanidade está acima de todas as coisas. O adepto dessa doutrina recebe o nome de homarano, isto é, membro da humanidade).
Fracassa, porém, sua tentativa de apresentar o projeto no Congresso de 1906. No próprio seio do arraial esperantista levantam-se ásperas reações e polêmicas. A forte ligação aos respectivos credos religiosos, ou a falta de afinidade com tais ideias, era lhes natural entrave. Todos, além disso, temiam comprometer o Esperanto com o associá-lo aos ideais homaranistas de Zamenhof.
Eis alguns princípios do código concebido por Zamenhof, para cuja vivência o Esperanto seria elemento de não pequena importância:
- A humanidade é uma família.
- Nossos atos sejam regidos por este ideal.
- Não julguemos os homens por sua raça, mas por suas boas ou más ações.
- As nações não pertencem a este ou àquele núcleo humano, mas a todos os habitantes.
- Não procuremos impor aos homens nem a nossa língua nem a nossa crença.
- O "homem" está antes de tudo e acima de tudo.
- O patriotismo não deve degenerar em patriotice.
- A língua não é um fim; só um meio.
- Com os que desconhecem nosso idioma, usemos uma língua neutra.
- A religião não deve herdar-se dos pais; deve adotar-se livremente com plena consciência.
- Sejamos tolerantes e compreensivos para com aqueles que não têm os mesmos ideais que nós.
- Cultivemos sentimentos fraternais para com nossos semelhantes.